# 库尔舍莱特
库尔舍莱特（法語：Courchelettes，法語發音：[kuʁʃəlɛt]）是法国上法兰西大区北部省的一个市镇，位于该省中部，属于杜埃区。

## 地理
库尔舍莱特（50°20'42"N, 3°3'33"E）面积1.67 平方千米，位于法国上法蘭西大區北部省，该省份为法国最北部的省份及最长的省份，西北濒北海，西接加来海峡省，南至埃纳省和索姆省，东与比利时接壤。
与库尔舍莱特接壤的市镇（或旧市镇、城区）包括：朗布尔莱杜埃、费兰、科尔贝姆。

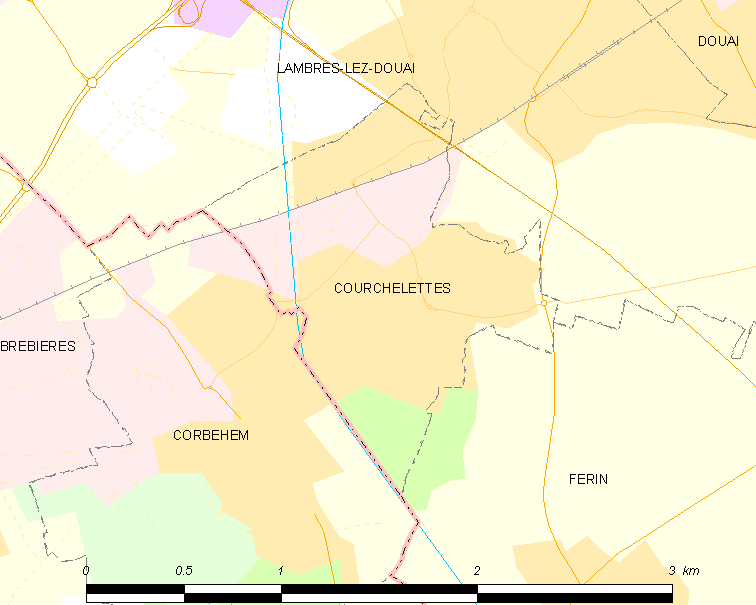
库尔舍莱特的OSM定位图

库尔舍莱特的时区为UTC+01:00、UTC+02:00（夏令时）。

## 行政
库尔舍莱特的邮政编码为59552，INSEE市镇编码为59156。

## 政治
库尔舍莱特所属的省级选区为杜埃县。

## 人口

1962-2008年间库尔舍莱特人口变化图示

库尔舍莱特于2022年1月1日时的人口数量为2868人。